# جبال تهامة الباحة
جبال تهامة هي سلاسل جبلية متفرقة تتكون من عدة جبال وقمم تقع في بلاد زهران منطقة الباحة وأكبرها جبل شدا.

## الحياة النباتية
ينبت فيه أشجار السدر والسمر والسلم والأراك والبشام والسيال والعديد من أنواع الأشجار الأخرى، وينبت فية نبات المرعى والريحان والقطب والعديد من أنواع النباتات الأخرى.

## أقسام الجبال وأسمائها
- جبل شدا الأعلى: Hعلى القمم ويقع وسط قلوة والمخواه.
- جبل شدا الأسفل: جبل كبير ويقع جنوب شدا الأعلى.
- جبال نيس: وهي أعلى قمم المحافظة وتفصل بين قلوة والشعراء وتتكون من عدة جبال منها:
  - جبل تلاع
  - جبل فعلة
  - جبل يسرا
  - جبل رطمة
  - جبل الطوارف
  - جبال سمعه
  - جبل الكورة
  - جبل صلحب
  - جبل قرعة
  - جبل النصلة
  - جبل المعين
  - جبل سلمان
  - جبل فحم (يطل ع ريم)
  - حمى الشيخ (فرعة نيس)

- جبال ربا: وهي سلسة جبلية تمتد من سمعه بامتداد وادي دوقة ونيرا، وتتكون من عدة جبال هي:
  - جبل ربا
  - جبل الأضاة
  - جبل السعراء

- جبال نخرة: وهي سلسة جبلية تمتد من عليب والجرين إلى جنوب غرب الرميضة وتتكون من عدة جبال منها:
  - جبل القلب
  - جبل رفاعه
  - جبل صعنب
  - جبل الصراق
  - جبل نطع

- جبال التيس والغارب: وهي سلسة جبلية تمتد من شمال شرق جبل شدا إلى جبال السراة ومنها:
  - جبل نفواء
  - جبل الغارب
  - جبل بران
  - جبل التيس الأعلى
  - جبل التيس الأسفل
  - جبل الصار
  - جبال الصفاح
  - جبال القماقم
  - جبل الطويله
  - جبل الحيضران
  - جبل ضحيان

- جبل قراما: ويقع جنوب نيرا وهو جبل كبير.

جبال الريدا: وهي سلسلة جبلية تمتد يمين الدخل لقرى الغبشة بأتجاة الشرق حتى السروات وتفصل بين وادي سبة وأحمار ووادي دوقة ومنها
- - جبل الريداء
  - جبل ذي الوعاير
  - جبل أم الخفافيش
  - جبل السحاير
  - جبل الهضيم

- جبال الريع: وهي سلسة جبلية كبيرة تفصل بين كروان والصعاليك والشعراء وعليب ومنها:
  - جبل الريع
  - جبل السفعاء
  - جبل الأمساك
  - جبل الصحن
  - جبل ضبعى

- جبال الفرع: وهي سلسة جبلية تقع شرق الرميضة وتمتد على qفاف وادي دوقة الشرقية الجنوبية من وادي حنذية حتى الرميضة ومنها:
  - جبل العقراء
  - جبل الفرع
  - جبل العمرة

- جبال الأوقع: وهي سلسة جبلية تمتد من اعالي وادي الشعبين وإلى جنوبة ومنها:
  - جبل مروان
  - جبل حفايل
  - جبل القاعده
  - جبل السواد
  - جبل الجيف
  - جبل الجلب
  - جبل الكسيه
  - جبل الاثراره
  - جبل فهدان
  - جبل الحنكة

- جبل المشراف: جبل كبير يقع شمال بني عطا بالحجرة.
- جبال المسودة: تقع في نصبة بغامد الزناد.
- جبال يبس: تقع بمحافظة غامد الزناد.
- جبل الأسودين: جبلان كبيران متقابلة تقع غرب وادي عليب ومنها:
  - الأسودين
  - الملحة

- جيل حضا: يقع شمال وادي عليب وغرب الحجرة.

- جبل ضلاع: جبل كبير يقع جنوب مركز الجرداء ومنها:
  - جبل ضلاع
  - وجبل شعير الذي يشرف على وادي رما

- جبل كبر: وهي سلسلة جبلية تمتد من النجيل إلى السراة ومنها:
  - جبل الحوبة
  - جبل الحدب
  - جبل البدعة

- جبال الأصادير: وهي سلسلة جبلية تمتد من وادي اشحط إلى شرق شمال رما ومنها:
  - جبل المجرين
  - جبل الأنصب
  - جبل نماص
  - جبل قواري النحور
  - جبل طلان
  - جبل الطويلة
  - وجبل البيضات

- جبل حنذية: وهي سلسلة جبلية تتوسط المحافظة ومنها:
  - جبل حنذية
  - وجبل الحصحص